# IC 3033
IC 3033 — галактика типу SBd () у сузір'ї Волосся Вероніки.
Цей об'єкт міститься в оригінальній редакції індексного каталогу.